# Панчищини
Панчишини — село в Україні, у Львівському районі Львівської області. Населення - 241 особа. Орган місцевого самоврядування — Добросинсько-Магерівська сільська рада.

## Історія
Село Панчишини раніше було присілком або групою дворів більшого села Лавриків (стара назва Руда-Лісна) у Рава-Руському повіті, яке засноване приблизно в середині XVIII ст., про що свідчить перша згадка про населений пункт в Юзефінській метриці та у військовій топографічній карті Галичини кінця XVIII століття - Панчихи хутір (Panczichy Chal.). Можливо, родина Панчишинів була однією з перших, хто оселився в цьому місці і дала назву цьому поселенню. Про це може свідчити той факт, що найгустіший осередок носіїв прізвища Панчишин походить із Жовківщини та Равщини.
Етимологія самої назви Панчихи (Panczichy) утворено для жінки, у якої помер чоловік (ймовірно, наслідок аферези якогось кал. імені, яке починається на Пап-, на зразок Пантелеймон (Панько), Пан- філій, Папкратій) та яка виховує дітей як мати-вдова. А назва Панчишини (Panczyszyni) більше характерна для позначення дітей матері-вдови або групу родини, яка відноситься до спільного предка, від якого почало називатись село.
На австрійській карті 750 метрів кінця XIX століття назва села позначена як Панчишини (Pańczyszyni).
Між 1939 та 1990 рр. село називалось "Пальчишини", у зв'язку із помилковим перейменуванням. Також часто можна зустріти форму "Панчищини", що також є помилковою транслітерацією ранішої назви "Pańczyszyni". 18 грудня 1990 р. було ухвалено рішення про зміну назви села на Панчишини.

## Населення

### Мова
Розподіл населення за рідною мовою за даними перепису 2001 року:
| Мова       | Кількість | Відсоток |
| ---------- | --------- | -------- |
| українська | 241       | 100%     |